# Samuel Osadolor
Aiyowieren Samuel Osadolor (* 27. November 1992) ist ein nigerianischer Leichtathlet, der sich auf den Zehnkampf spezialisiert hat.

## Sportliche Laufbahn
Erste internationale Erfahrungen sammelte Samuel Osadolor 2018 bei den Afrikameisterschaften in Asaba, bei denen er mit 7095 Punkten die Bronzemedaille hinter dem Algerier Larbi Bourrada und Fredriech Pretorius aus Südafrika gewann. Im Jahr darauf nahm er erstmals an den Afrikaspielen in Rabat teil und belegte dort mit 6472 Punkten den vierten Platz. Zudem nahm er auch im Stabhochsprung teil und wurde auch dort mit überquerten 3,00 m Vierter. 2022 startete er bei den Afrikameisterschaften in Port Louis und konnte dort seinen Mehrkampf nicht beenden.
2013 und 2014 wurde Osadolor nigerianischer Meister im Zehnkampf.

## Persönliche Bestleistungen
- Stabhochsprung: 3,50 m, 31. Juli 2015 in Warri
- Zehnkampf: 7095 Punkte, 3. August 2018 in Asaba